# جوش هاريسون
جوش هاريسون (بالإنجليزية: Josh Harrison)‏ هو لاعب كرة قاعدة أمريكي، ولد في 8 يوليو 1987 في سينسيناتي في الولايات المتحدة.

## وصلات خارجية
- جوش هاريسون على موقع دوري كرة القاعدة الرئيسي (الإنجليزية)
- جوش هاريسون على موقعبيزبول رفرنس.كوم (الدوري الرئيسي) (الإنجليزية)
- جوش هاريسون على موقعبيزبول رفرنس.كوم (الدوري الثانوي) (الإنجليزية)
- جوش هاريسون على موقع إي إس بي إن.كوم (أم.أل.بي) (الإنجليزية)
- جوش هاريسون على موقع مشجعي الرسوم البيانية (الإنجليزية)